# Terremoto de Célebes de 2021
El terremoto de Célebes de 2021 sacudió la regencia de Majene, en la provincia de Célebes Occidental, en la isla indonesia de Célebes el 15 de enero a las 02:28 WITA con una magnitud de momento de 6.2 MW.  Este terremoto se sintió tan lejos como Macasar, la capital de Célebes Meridional, y Palu en Célebes Central. Según los informes, también se destruyeron varios edificios en ciudades vecinas, incluido un edificio de tres pisos en Mamuju. Se confirmó la muerte de 105 personas, así como 3 desaparecidos, 3369 heridos y más de 94.000 desplazados. Fue precedido por un sismo premonitor de 5,7 MW unas horas antes.

## Información tectónica
Célebes se encuentra dentro de la compleja zona de interacción entre las placas de Australia, el Pacífico, Filipinas y Sunda en la que se desarrollan muchas microplacas pequeñas. La principal estructura activa en tierra en la parte occidental de Célebes Central es la falla de deslizamiento lateral izquierdo en dirección NNW-SSE de Palu-Koro, que forma el límite entre los bloques de Sula del Norte y Macasar y fue responsable del destructivo terremoto de Palu en 2018. Según la interpretación de los datos de GPS, el bloque de Macasar actualmente gira en sentido contrario a las agujas del reloj, y su margen noroeste muestra convergencia con el bloque de Sonda a través del estrecho de Macasar. La estructura principal en esa parte de Célebes es el empuje de Macasar en alta mar, de tendencia norte-sur, moderadamente inclinado hacia el este. Los datos del GPS también respaldan la presencia de una falla "bloqueada" sísmicamente en el estrecho de Macasar. Los datos de reflexión sísmica del estrecho de Macasar apoyan la presencia de un empuje activo al oeste del bloque de Macasar. El cinturón de plegado y empuje de Majene/Kalosi está expuesto en tierra entre Majene y Mamuju. La parte norte del estrecho de Macasar se interpreta como una cuenca de antepaís, con su hundimiento causado por la carga de este cinturón de empuje activo.

## Terremoto
El terremoto se produjo a una profundidad de 18 km y su epicentro se encuentra en la regencia de Majene, Célebes Occicental. Según el USGS, se registró una intensidad Mercalli de VIII (Destructivo). El BMKG indonesio declaró que una intensidad de VI (fuerte) se sintió en Majene durante 5-7 segundos. El temblor se sintió en las ciudades vecinas, tan lejanas como Macasar al sur y Palu al norte. El terremoto ocurrió a lo largo de la falla de empuje Mamuju-Majene, que corre cerca de la ciudad de Mamuju, en el oeste de Célebes. Esta falla también fue responsable de un terremoto masivo en 1969 cerca de Majene, que mató a 64 personas. Ese terremoto también provocó un tsunami masivo y deslizamientos de tierra, dañando al menos 1.200 casas. Se espera que ocurra un gran terremoto en la región cada 75 años. BMKG declaró que la falla estaba atrasada por otro gran terremoto, ya que el último terremoto dañino ocurrió en 1969. Esta falla también fue responsable de un gran terremoto en 1969 cerca de Majene, que mató a 64 personas.
Un día antes del sismo principal, se produjo un sismo cerca de la misma región, lo que provocó múltiples deslizamientos de tierra y destruyó dos casas en Majene. El premonitor se registró en Majene con la escala de intensidad de Mercalli como V-VI (Moderado a Fuerte), a una profundidad de 10 km, ubicado a 4 km de Majene. El premonitor se sintió tan lejos como Kalimantan del Sur. Según los informes, el sismo provocó 26 réplicas. Según los informes, decenas de personas fueron evacuadas por temor a un tsunami.

## Daños

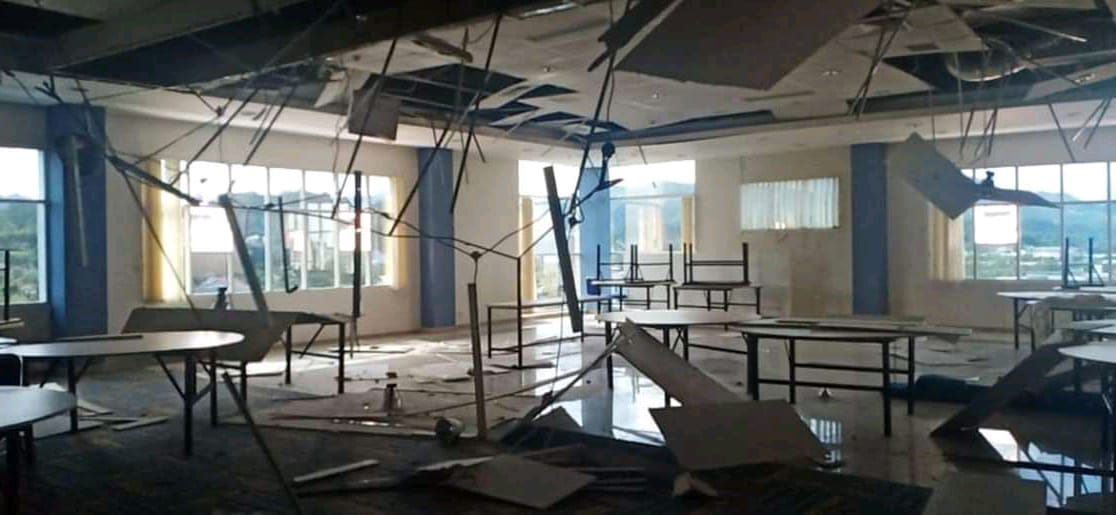
Daños causados por el sismo premonitor con magnitud de 5.7 M_{W}.

Se informaron daños graves en todo Majene Regency y en varias áreas de Mamuju Regency. El edificio del gobernador de West Sulawesi, que estaba ubicado en la capital de West Sulawesi, Mamuju, fue destruido por el terremoto. Según los informes, dos personas quedaron atrapadas debajo de las ruinas. Se informó que partes del Hotel Maleo en Mamuju también colapsaron. Mientras tanto, una sección del Hospital Mirta Manakarra, un hospital principal en Majene, también se derrumbó, atrapando al menos a 6 personas en su interior.Según los informes, el principal hospital de Mamuju también sufrió mucho, y el 50% de su estructura resultó dañada por el terremoto. Cientos de pacientes tuvieron que ser tratados fuera del hospital por temor al colapso.
Según los informes, las telecomunicaciones se interrumpieron y se informó de apagones debido a que varias centrales eléctricas resultaron dañadas por el terremoto. AirNav Indonesia informó que su oficina en el aeropuerto Mamuju Tampa Padang resultó gravemente dañada por el terremoto. La torre ATC en el aeropuerto también resultó dañada. La operación de navegación se desvió a Makassar ATC, mientras que la navegación del aeropuerto en Mamuju se llevó a cabo con un esfuerzo mínimo debido a los grandes daños.
La instalación penitenciaria de Mamuju también sufrió daños, hiriendo al menos a 3 personas. Según los informes, la valla perimetral de la penitenciaría fue destruida. La evaluación inmediata realizada por la Agencia Regional de Mitigación de Desastres reveló que al menos 62 casas habían sido destruidas en el terremoto.

## Víctimas y rescate
Inmediatamente después del sismo, se reportó la muerte de 4 personas y 600 heridos. Más de 2000 personas fueron trasladados a centros de evacuación. Posteriormente, el número de muertos aumentó a 27 y unas 637 personas resultaron heridas y 15.000 personas fueron desplazadas. Posteriormente, el número de muertos volvió a subir a 35 cuando el personal de búsqueda y rescate recuperaba más cuerpos. Al menos 26 eran de Mamuju, mientras que otros 9 eran de Majene. 
El 25 de enero se confirmó la muerte de 105 personas, así como 3 desaparecidos, 3369 heridos y más de 94.000 desplazados.